# Чёрный Июс
Чёрный Июс (хак. Хара-Ӱӱс «чёрная река») — горная река в северной части Хакасии.

## Этимология
Жители Урала называют реки, на Запад текущие, реками белыми; те же которые текут на Восток или в Сибирь, реками чёрными. Встречается в дореформенном написании по-русски «Старый Іюс», а в хакасском написании «Кара-Ӱс».

## Течение
Протекает по территориям Ширинского и Орджоникидзевского районов. Сливаясь с Белым Июсом, образует реку Чулым, правый приток Оби.
Длина 178 км, площадь водосбора 4290 км². Исток — карстовое озеро на восточном склоне горы Белый Голец (гора Малый Каным, Томского кряжа Кузнецкого Алатау). Устье — р. Чулым. Высота истока 1340 м, устья — около 380 м. Заболоченность бассейна около 5 %, лесистость 75 %. В годовом ходе водного режима выделяется весеннее половодье (начиная со второй-третьей декады апреля, продолжительностью до месяца), летне-осенняя (продолжительностью 2—4 месяца) и зимняя (с конца октября — начало ноября) межень. Летне-осенняя межень неоднократно прерывается дождевыми наводками. Суммарный весенне-летний сток составляет 80—85 %. В зимний период наблюдаются наледи с выходом воды на лёд. Средний годовой расход воды (гидрологический пост в Сарале) — 43,1 м с. Вода гидрокарбонатная.

## Притоки
(км от устья)
- 16 км: Печище (Камн. Печище)
- 52 км: Сарала (Лев. Сарала) — от устья которой меняет свое северное направление на восточное.[7]
- 84 км: водоток протока без названия
- 93 км: Транжуль
- 104 км: Састыгчул (Систыхчул, Черемуховая)
- 115 км: Малый Инжул (Рождественский)
- Большой Инжул
- 120 км: Малый Чёрный Июс
- 128 км: река без названия
- 128 км: Инжул
- 140 км: Избасс
- 155 км: река без названия

## Данные водного реестра
По данным государственного водного реестра России относится к Верхнеобскому бассейновому округу, водохозяйственный участок реки — Чулым от г. Ачинск до водомерного поста села Зырянское, речной подбассейн реки — Чулым. Речной бассейн реки — (Верхняя) Обь до впадения Иртыша.